# Home (canción de BTS)
«Home» (estilizado como HOME) es una canción grabada por la boy band surcoreana BTS. Fue lanzada digitalmente el 12 de abril de 2019 como parte del EP Map of the Soul: Persona.

## Composición y letra
«Home» es una canción pop y R&B con letras sobre cómo a pesar de que el grupo se ha vuelto exitoso y los miembros son capaces de costearse las cosas que siempre han querido, se sienten insatisfechos con los lujos. En la canción, Jimin canta «Se siente vacío incluso cuando lo lleno/Me siento solo aunque esté contigo», sin embargo para el final de esta encuentran alivio al reunirse con aquella persona a la que aman.
Durante una conferencia de prensa, J-Hope explicó a profundidad el significado de «Home» y comentó que para ellos «trata acerca de un "hogar", que es donde están nuestros fanáticos y corazones, un lugar al que queremos regresar cuando las cosas son difíciles y nos sentimos solos. Ganamos fuerza de las personas que nos aman y esperan por nosotros».

## Recepción
Joshua Minsoo Kim de Pitchfork se refirió a la canción como una «pista notoria que proyecta una imagen de opulencia despreocupada», en tanto que Noah Yoo, del mismo sitio, llamó al tema lo más destacado del álbum al tener un sonido dinámico y contar con la interacción espontánea entre los miembros. Por otro lado, Neil Z. Yeung de AllMusic  comentó que era tranquila y conmovedora, mientras que Kelly Wynne, de Newsweek, dijo que era completa y una «mezcla interesante entre rap y pop lento».

## Créditos y personal
Los créditos están adaptados de las notas de Map of the Soul: Persona.
- BTS – voces principales
- Pdogg — composición, producción, teclado, sintetizador, arreglo vocal, arreglo de rap, ingeniero de audio
- RM — composición, arreglo de rap, ingeniero de audio
- Lauren Dyson — composición
- Tushar Apte — composición
- Suga — composición
- J-Hope — composición
- Krysta Youngs — composición
- Julia Ross — composición
- Jeong Bobby — composición
- Song Jae-kyeong — composición
- Adora — composición, coro, ingeniero de audio, edición digital
- Jungkook — coro
- Hiss Noise — ingeniero de audio
- Jeong Woo-yeong — edición digital

## Posicionamiento en listas

### Semanales
| Lista (2019)                                    | Mejor Posición |
| ----------------------------------------------- | -------------- |
| Australia (ARIA)                                | 99             |
| Canadá (Hot 100)                                | 75             |
| Corea del Sur (Gaon)                            | 44             |
| Corea del Sur (K-pop Hot 100)                   | 4              |
| Eslovaquia (IFPI)                               | 94             |
| Estados Unidos (Bubbling Under Hot 100 Singles) | 1              |
| Estados Unidos (World Digital Song Sales)       | 4              |
| Hungría (MAHASZ)                                | 26             |
| Japón (Japan Hot 100)                           | 69             |
| Malasia (RIM)                                   | 6              |
| Nueva Zelanda (RMNZ Hot Singles)                | 10             |
| Reino Unido (Independent Singles)               | 12             |

## Ventas
| País                       | Ventas |
| -------------------------- | ------ |
| Estados Unidos (Billboard) | 8 700  |